# Куускмаа, Эндель Август
Эндель Август Куускмаа (эст. Endel August Kuuskmaa, род. 18 мая 1923) — советский и эстонский шахматист, мастер спорта СССР (1969), международный мастер ИКЧФ (1975).
Добился значительных успехов в игре по переписке.
Участник 9-го чемпионата СССР по переписке (1969—1970 гг.).
Чемпион Эстонской ССР по переписке (1974—1976 гг.).
В составе сборной Эстонской ССР участник трех командных чемпионатов СССР по переписке. В 1-м и 2-м командных чемпионатах СССР завоевал серебряные медали в командном зачёте и индивидуальные золотые медали за лучший результат на 1-й доске. За первое из этих достижений присвоено звание мастера.
В составе сборной Тарту серебряный призёр Кубка Эврара — Деланнуа.
Серебряный призер 16-го чемпионата Европы.
В составе сборной СССР участник полуфинала 9-го командного чемпионата мира по переписке (заочной олимпиады).
Был главным инженером-строителем Тарту.

## Спортивные результаты
| Год       | Соревнование                                                    | + | −  | = | Результат | Место                     |
| --------- | --------------------------------------------------------------- | - | -- | - | --------- | ------------------------- |
| 1966—1968 | 1-й командный чемпионат СССР (сборная Эстонской ССР, 1-я доска) |   |    |   | 7½ из 10  | 1 на доске; команда — 2-я |
| 1969—1970 | 9-й чемпионат СССР                                              | 5 | 10 | 3 | 6½ из 18  | 13—14                     |
| 1968—1970 | 2-й командный чемпионат СССР (сборная Эстонской ССР, 1-я доска) |   |    |   | 9 из 11   | 1 на доске; команда — 2-я |
| 1970—1973 | 3-й командный чемпионат СССР (сборная Эстонской ССР, 1-я доска) |   |    |   | 4½ из 12  |                           |
| 1974—1976 | Чемпионат Эстонской ССР                                         |   |    |   |           | 1                         |
| 1977—1982 | 16-й чемпионат Европы                                           | 8 | 1  | 5 | 10½ из 14 | 2                         |